# Бритьё головы

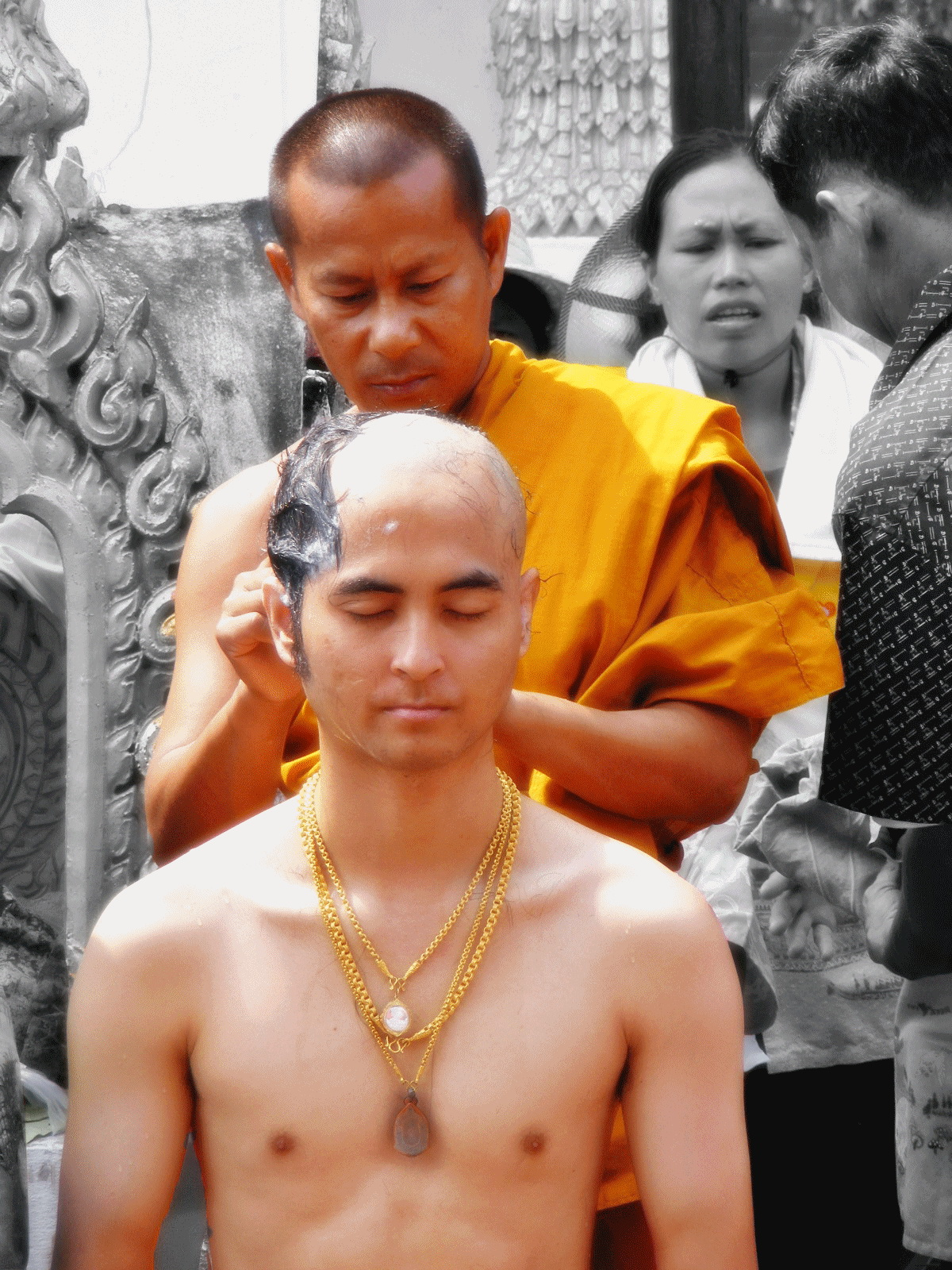
Буддийскому монаху бреют голову для подготовки к его посвящению

Бритьё головы́ — один из способов принудительного или добровольного удаления волос с головы.

## Разновидности
Голову бреют по различным причинам — гигиеническим, для профилактики педикулеза, подготовки к операциям, а также по религиозным, культурным или эстетическим причинам.

### Религия
Ряд индуистов и большинство буддийских монахов и монахинь бреют голову после принятия монашеских обетов. Корейские буддийские монахи и монахини должны брить голову каждые 15 дней. Мужчинам-мусульманам рекомендуется брить голову после паломничества (хадж). В общинах сатмарских и сквирских хасидов замужним женщинам принято обривать голову и надевать парик. У католических монахов принято было выбривание волос на части головы — тонзура.

### Обозначение статуса или наказание
Существуют свидетельства о бритье головы в древних средиземноморских культурах, таких как Древний Египет, Древняя Греция и Древний Рим. В Древней Спарте длинные волосы были символом богатства и власти, а бритая голова — символом рабства. Выбритый лоб — причёска, обозначающая статус самурая..

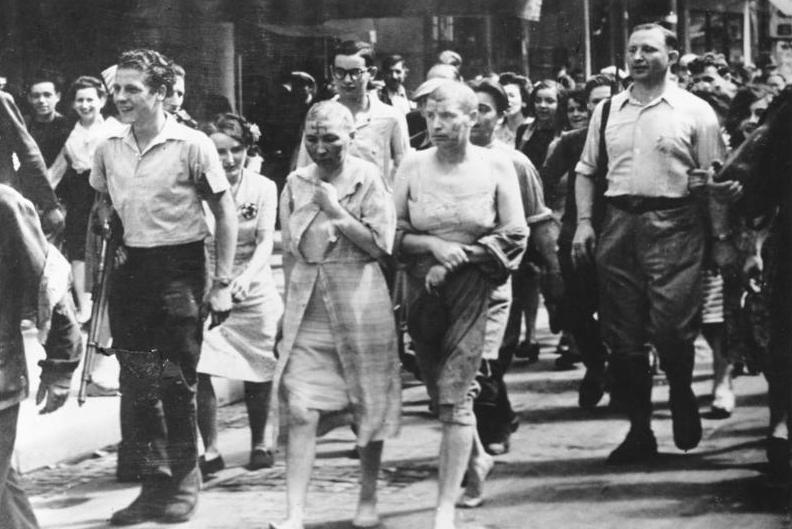
Париж, 1944 год: Женщин, обвинённых в коллаборационизме, проводят по городу с обритыми головами

В Средние века целиком обритая голова была знаком позора и отверженности: согласно предписаниям медицины того времени, волосы сбривали душевнобольным. Сохранились многочисленные изображения безумцев, одержимых, дураков и профессиональных шутов с полностью обритыми головами.
После Второй мировой войны головы публично брили французским и голландским женщинам, которые вступали в сексуальные связи с нацистскими оккупантами. Женщин, обвинённых в сожительстве с немцами, проводили по улицам босиком, с обритыми головами и с выжженными на лицах свастиками.

### Гигиена
Волосы на голове собирают на себя пыль и загрязнения из окружающей среды. У любого человека ежедневно выпадает не менее 50 волос, которые загрязняют помещения, где находится человек. Длинные волосы могут попадать в лицо и глаза, спутываться и сбиваться в колтуны, задеваться за предметы окружающей среды при активных действиях. Бритая голова не имеет подобных недостатков, не нуждается в расчёсывании и практически не нуждается в мытье. Ухаживать за бритой головой несравненно легче, чем ухаживать за волосами.
В русской армии головы рекрутам брили по меньшей мере с XVIII века; во времена рекрутских наборов слово «забрить лоб» (или просто «забрить») приобрело значение «взять в солдаты». Среди части русских офицеров мода на бритьё головы распространилась перед Первой мировой войной под влиянием коллег из «туземных» (мусульманских) частей.
Бритая голова — стандартная причёска в армии США и в береговой охране США, а также в Корпусе морской пехоты США.
На протяжении большей части XX века во многих западных странах бритьё головы рассматривалась как символ неформальности или рабочего класса. Бритьё головы нередко практиковали работники физического труда. Также головы брили солдатам, заключённым, проституткам и пациентам психиатрических больниц.

### Имидж
В Русском царстве было распространено бритьё головы у мужчин.
В позднее Средневековье в Европе существовал вариант женской причёски с частичным удалением волос — выбритый лоб.
В первой трети XX века бритая голова воспринималась в некоторых европейских странах как знак авангардной художественной интенции индивида (Николай Гумилёв, Всеволод Мейерхольд, Алексей Кручёных, Александр Родченко, Илья и Кирилл Зданевичи). Среди сотрудников советских силовых структур довоенного периода была популярна стрижка «под Котовского».
В 1970-х годах в Великобритании среди молодёжи из рабочего класса появилась субкультура скинхедов (бритоголовых).
Бритьё головы характерно и для других молодёжных субкультур, ориентированных, как правило, на панк, хардкор, металкор, ню-метал, хип-хоп и техно-музыку.